# Collection sibérienne

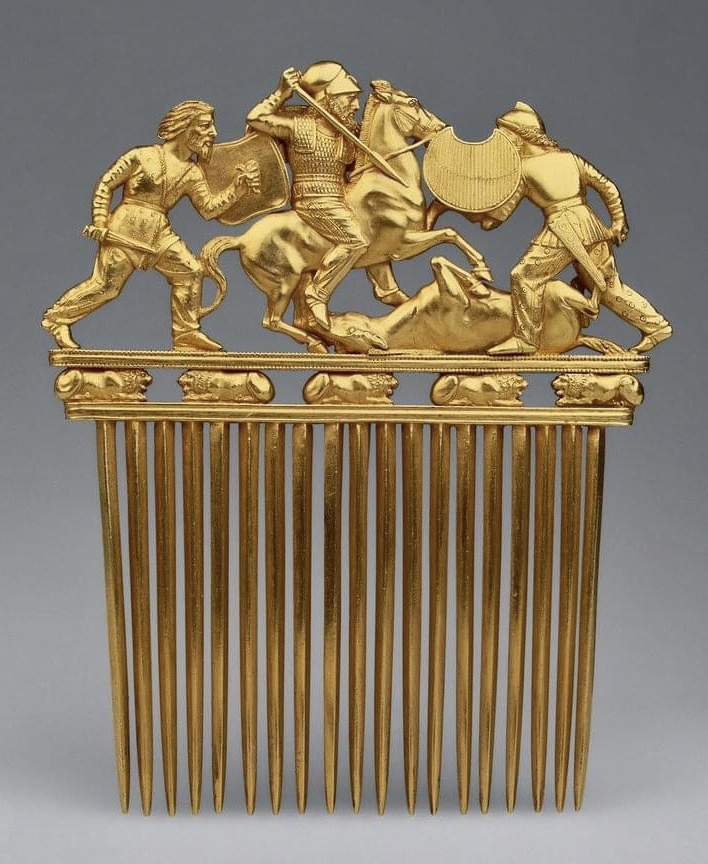
Peigne avec une scène de bataille du kourgane de Solokha (image d'illustration car l'œuvre si elle est conservée au musée de l'Ermitage n'appartient pas à la collection sibérienne).

La Collection sibérienne est une collection hétéroclite d'œuvres d'art ayant appartenu au tsar Pierre le Grand et conservée au Musée de l'Ermitage, Saint-Pétersbourg, Russie. La collection contient environ 250 œuvres recueillies par des fouilles non scientifiques des kourganes scythes au XVIIIe siècle, et on ignore tout de leur provenance exacte.

## Histoire
Akinfi Nikititch Demidov offre à Pierre le Grand des objets en 1715. Matveï Petrovitch Gagarine (ru), gouverneur de Sibérie, fait parvenir au souverain 10 pièces puis une centaine dès 1716. Ses excès en Sibérie et les immenses richesses qu'il y accumule lui attirent cependant la disgrâce du souverain : il est arrêté et exécuté par pendaison le 17 juillet 1721. 
Les richesses du gouverneur Gagarine sont sans doute liées au pillage en règle des kourganes, pillage qui se poursuit tout au long des années 1720 en dépit d'oukazes d'une grande sévérité. Les œuvres découvertes sont dans leur immense majorité fondus. Les « remueurs de tertre » étaient nombreux et menaient des expéditions périlleuses jusqu'à l'Altaï et au-delà, et en particulier les kourganes situés dans l'espace entre Irtych et Ob ont été pillés.
Les éléments de la collection du tsar, après un transit par Tobolsk, sont déposés à la Kunstkamera en 1726, et au Musée de l'Ermitage en 1859.

## Caractéristiques
L'homogénéité de la collection est liée au choix opérée lors de sa constitution au XVIIIe siècle, certaines formes en sont absentes alors que très importantes dans l'art des steppes, comme les bractées ou les appliques. 
L'étude des objets permet d'en supposer l'origine, lorsque des découvertes récentes permettent d'effectuer des parallèles.
Certaines pièces possède des points communs avec des œuvres d'Iran et le Trésor de l'Oxus, d'autres avec les éléments découverts sur le site afghan de Tillia tepe.
La plupart des items conservés ont été réalisés selon la technique de la fonte à la cire perdue.

## Pièces remarquables de la collection
- Ornement en forme de panthère enroulée, 11 cm de diamètre, 221,2 gr[5], fin du VIIe - VIe siècle av. J.-C. ce qui en fait la pièce la plus ancienne de la collection[6].
- Paires de plaques avec motifs symétriques : 14 paires sont présentes dans la collection et 3 éléments isolés possédaient un pendant. Elles étaient destinées à fermer les vêtements[5]. 
  - Combat d'un loup et d'un serpent. Un élément perdu appartenait à Nicolas Witsen.